# (8382) Mann
(8382) Mann est un astéroïde de la ceinture principale.

## Description
(8382) Mann est un astéroïde de la ceinture principale. Il fut découvert le 23 septembre 1992 à Tautenburg par Freimut Börngen. Il fut nommé en honneur de Heinrich Mann et de Thomas Mann. Il présente une orbite caractérisée par un demi-grand axe de 2,61 UA, une excentricité de 0,13 et une inclinaison de 4,1° par rapport à l'écliptique.

## Compléments